# 大澤哲三
大澤 哲三（、1946年〈昭和21年〉11月26日 - 2010年10月10日）は、日本映画の特殊美術監督、特殊美術デザイナー。最終所属はマーブリング・ファインアーツ。日本映画美術監督協会会員。多摩芸術学園芸能美術科中退。大沢哲三名義で活動していたこともある。

## 経歴
中華人民共和国北京市にミシン工場を経営している父親の次男として生まれる。終戦後、ギリギリのタイミングで復員船に乗り込み母親の実家の大阪府大阪市に移り住む。プロフィールでは大阪出身と記述している。
1967年春に円谷プロダクションと契約し、操演助手として『快獣ブースカ』を担当。成田亨、池谷仙克に師事し、『ウルトラセブン』で特撮美術助手、『怪奇大作戦』では美術助手（本編と特撮を兼任）を務める。1971年、助手として参加していた『帰ってきたウルトラマン』の第18・19話の特殊美術を一時的に現場を離脱した高橋昭彦に代わって手掛けた後、『ミラーマン』で特殊美術デザイナーに昇格。1974年の『ウルトラマンレオ』では怪獣デザインのほとんどを手掛けた。
創立時のコダイグループ（現：株式会社コダイ）にも参加しており、実相寺昭雄の監督作品の『無常』（1970年、ATG）『曼荼羅』（1971年、ATG）で美術助手を担当していた。
1975年、フリーとなる。1970年代後半からは『ミラーマン』などの円谷作品で一緒に仕事をした矢島信男の誘いで矢島の主催する特撮研究所の中心的な美術スタッフになり、1980年代半ばまでのほとんどの特撮研究所の作品に特撮美術デザイナーとして参加。
その後、美術制作会社マーブリング・ファインアーツに入社。『帝都物語』『ガンヘッド』などを手がけたのち、平成ゴジラシリーズ（vsシリーズ）の『ゴジラvsビオランテ』から『ゴジラvsデストロイア』の全作品、平成モスラ三部作に特撮美術のチーフデザイナーとして参加した。
その後はウルトラシリーズ劇場版や超星神シリーズなどの東宝作品で活動。
2010年10月10日、死去。63歳没。劇場作品『ウルトラマンゼロ THE MOVIE 超決戦!ベリアル銀河帝国』が遺作となり、スタッフロールの後に、追悼のテロップが表示された。特撮雑誌『宇宙船』vol.131にて追悼特集が組まれ、多くの関係者が大澤を悼むコメントを寄せている。

## 作風
大澤はカメラのアングル上の死角になる部分の特撮セットのミニチュアを省略することで効率化することを得意としていた。この大澤の手法は、矢島信男の合理的な撮影方法に影響されたものである。この手法は「（大澤の）飾りこみのマジック」と評されることもあった。『ウルトラマン』などを手掛けた成田亨のパースがディフォルメしたものであるのに対し、自身の手法は「立体のコラージュ」と称している。あるいは円谷英二の時代が「作る美術」だったのに対し、自身の考え方は「飾りの美術」であるとしている。
『アクマイザー3』（1975年）では、ベニヤ板に乗せた寒天とカポック製の氷山で大海原を表現し、プロデューサーを驚かせたという逸話もある。
特技監督の川北紘一は、大澤についてバランス感覚に長けたデザイナーであったと評しており、セットの省略のほか、ロングショットで距離感を感じさせるパースや、セットの小ささを感じさせない格納庫のこだわりなども特徴であると述べている。『ガンヘッド』では、一般的な平台と壁パネルで構成されたセットは用いず、鉄骨とスチレンボードを用いてミニチュアのサイズに合わせた組み立て式のセットを考案した。
大澤が手がけた時期の平成ゴジラシリーズ（vsシリーズ）の内容は登場怪獣やメカが多く、怪獣も多数の場所に出現するという盛りだくさんな内容であったが、前述の大澤の手法によってこそ、こうした内容の映像化が可能だったとする関係者の証言がある。大澤自身は、平成ゴジラシリーズを手掛けた川北組では設計段階で予算の話がついて完璧に納得して始まるということはなく、見切り発車で始めることがほとんどであったといい、通常の映画美術はクランクインするころには設計やデザインを終えているところが、川北組ではクランクインしてからが大変であったと述べている。
ミニチュアとCGとの違いについて、想定外の壊れ方をするかどうかであるといい、CGは人が頭の中で考えた画にしかならないのに対し、様々な要因で異なる画が撮れるところにミニチュア特撮の面白さがあると語っている。

## 主な参加作品

### テレビ

#### 本編
- 1976年 - プロレスの星 アステカイザー
- 2008年 - ケーキーズお菓子抗争

#### 特殊技術
- 1971年 - 帰ってきたウルトラマン
- 1971年 - ミラーマン[2]
- 1973年 - ジャンボーグA[2]
- 1974年 - ウルトラマンレオ[2]
- 1975年 - 秘密戦隊ゴレンジャー[注釈 4]
- 1975年 - アクマイザー3
- 1976年 - 宇宙鉄人キョーダイン
- 1978年 - 宇宙からのメッセージ・銀河大戦
- 1979年 - バトルフィーバーJ
- 1979年 - 科学冒険隊タンサー5
- 1980年 - 電子戦隊デンジマン
- 1981年 - 太陽戦隊サンバルカン
- 1982年 - 大戦隊ゴーグルファイブ
- 1982年 - 宇宙刑事ギャバン
- 1982年 - バッテンロボ丸
- 1983年 - 科学戦隊ダイナマン
- 1983年 - 宇宙刑事シャリバン
- 1984年 - 星雲仮面マシンマン
- 1984年 - 宇宙刑事シャイダー
- 1984年 - 超電子バイオマン
- 1996年 - ウルトラマンティガ
- 2003年 - 超星神グランセイザー
- 2004年 - 幻星神ジャスティライザー
- 2005年 - 超星艦隊セイザーX
- 2006年 - 生物彗星WoO
- 2007年 - Kawaii! JeNny
- 2007年 - ウルトラギャラクシー大怪獣バトル[注釈 5]

### 映画

#### 本編
- 1970年 - 無常
- 1974年 - ウルトラ6兄弟VS怪獣軍団

#### 本編・特撮兼任
- 2001年 - ウルトラマンコスモス THE FIRST CONTACT
- 2002年 - ウルトラマンコスモス2 THE BLUE PLANET
- 2002年 - 新世紀ウルトラマン伝説
- 2003年 - ウルトラマンコスモスVSウルトラマンジャスティス THE FINAL BATTLE
- 2003年 - 新世紀2003ウルトラマン伝説 THE KING'S JUBILEE
- 2004年 - ULTRAMAN
- 2006年 - ウルトラマンメビウス&ウルトラ兄弟
- 2008年 - 大決戦!超ウルトラ8兄弟
- 2009年 - 大怪獣バトル ウルトラ銀河伝説 THE MOVIE
- 2010年 - ウルトラマンゼロ THE MOVIE 超決戦!ベリアル銀河帝国

#### 特殊技術
- 1974年 - ジャンボーグA&ジャイアント
- 1977年 - 極底探険船ポーラーボーラ[2]
- 1978年 - 宇宙からのメッセージ[2]
- 1979年 - 真田幸村の謀略
- 1979年 - 地獄
- 1979年 - 夜叉ヶ池
- 1980年 - 仮面ライダー 8人ライダーVS銀河王
- 1981年 - 仮面ライダースーパー1
- 1981年 - 魔界転生[2]
- 1983年 - 里見八犬伝[2]
- 1984年 - 空海
- 1984年 - 上海バンスキング
- 1988年 - 帝都物語[2][1]
- 1989年 - ガンヘッド[2][1]
- 1989年 - ゴジラvsビオランテ[2][7]
- 1991年 - ゴジラvsキングギドラ
- 1992年 - ゴジラvsモスラ
- 1993年 - ゴジラvsメカゴジラ
- 1994年 - ヤマトタケル
- 1994年 - ゴジラvsスペースゴジラ
- 1995年 - ゴジラvsデストロイア
- 1996年 - モスラ
- 1997年 - モスラ2 海底の大決戦
- 1998年 - モスラ3 キングギドラ来襲[7]
- 2003年 - 魔界転生
- 2005年 - 劇場版 超星艦隊セイザーX 戦え!星の戦士たち

## キャラクター・メカデザイン
- 1971年『帰ってきたウルトラマン』
  - マットシュート
  - マットサブ
  - スペースアロー
- 1971年 - 1972年『ミラーマン』[注釈 6][注釈 7]
  - ジャンボフェニックス[出典 9]
  - SGM戦闘服
  - インベーダー宇宙船[4]
- 1973年『ジャンボーグA』[注釈 8]
  - ファイティングスター[9][4]
  - ハンターQ
  - バモスI世・II世[9][4]
  - ジャンボーグ9[9][4]
- 1974年 - 1975年『ウルトラマンレオ』[注釈 2]
  - MAC基地[9][4]
  - マッキー1号[9][4]
  - サーベル暴君マグマ星人[9][27][注釈 9]
  - 双子怪獣レッドギラス[9][27][注釈 9]
  - 双子怪獣ブラックギラス[9][27]
  - 怪奇宇宙人ツルク星人（大）[9][27][注釈 9]
  - 凶剣怪獣カネドラス[9][27][注釈 9]
  - 植物怪獣ケンドロス[9][27]
  - 暴れん坊怪獣ベキラ[27]
  - 宇宙星獣ギロ星獣[27][注釈 9]
  - 怪異宇宙人ケットル星人（大）[27]
  - 風船怪獣バンゴ[9][27]
  - 透明宇宙人バイブ星人（大）[9][27]
  - さそり怪獣アンタレス[9][27]
  - 分身宇宙人フリップ星人（大）[9][27]
  - 分身宇宙人フリップ星人（小）[27]
  - 黒花星人アトラー星人[9][27]
  - こうもり怪獣 バットン[27]
  - 半魚人ボーズ星人[27]
  - 牡牛座怪獣 ドギュー[27]
  - 殺し屋 ノースサタン星人（小）[27]
  - 兄怪獣ガロン[27]
  - 弟怪獣リットル[27]
  - アストラ[9][4]
  - 宇宙昆虫サタンビートル[27]
  - ロボット怪獣ガメロット[9][27]
  - ウルトラマンキング[29]
  - 鬼怪獣 オニオン[27]
  - 星獣キングパラダイ[29]
  - 超能力星人 ウリンガ[27]
  - 昆虫星人 バーミン星人[27]
  - 月光怪獣キララ[9][27]
  - 怪獣ボール セブンガー[27]
  - わんぱく怪獣 タイショー[27]
  - 変身怪人 アトランタ星人[27]
  - 暗黒星人ババルウ星人[9][27]
  - 円盤生物 ブラックガロン[27]
  - 円盤生物 ハングラー[27]
  - 円盤生物 ノーバ[27]
  - 円盤生物星人ブニョ[9][27]
  - 円盤生物ブラックエンド[9][27]
- 1989年『ガンヘッド』
  - エアロボット
- 1989年『ゴジラvsビオランテ』
  - ビオランテ（造形用の決定デザイン）[30]
- 2001年『ウルトラマンコスモス THE FIRST CONTACT』
  - クレバーゴン